# Plesiopterys
Plesiopterys là một chi plesiosaur đã tuyệt chủng.